# César Muñoz Sola
César Muñoz Sola (Tudela, 15 de noviembre de 1921 - Murchante, 12 de marzo de 2000) fue un pintor español con gran facilidad para los retratos, los paisajes y los bodegones.

## Biografía
Nació en Tudela en 1921. Se inició en el dibujo desde una temprana edad, sobre los 7 años, reflejando escenas taurinas, que le ayudarán a llamar la atención de toreros como Manolo Bienvenida, y temas típicos tudelanos. Pasó un tiempo en la Fundación Castel Ruiz. 
En 1941 viajó a Madrid, donde se especializó como pintor y desarrolló la que iba a ser su técnica trabajando por las mañanas en un taller mientras estudiaba por las tardes en la Escuela de Artes y Oficios. Así, en 1947 realiza su primera exposición en el Círculo de Bellas Artes captando «la atención del público madrileño».
Becado por la Diputación Foral de Navarra, ingresó en la Academia de Bellas Artes de San Fernando logrando en 1950 otra beca que le permite viajar a Roma (entre 1950-1952), y a París, donde vivió por un tiempo (entre 1956-1958) donde se especializó en el retrato, realizando varias pinturas de personalidades parisinas. Entre 1958-59 recorre Estados Unidos donde seguirá pintando numerosos retratos donde ya se había ganado, en una visita anterior en 1957, la admiración y el elogio de algunos críticos de arte como Clara Hieronymus.
Su regreso a España, lleno de éxitos, se realiza entre 1960-1964 fijando su residencia en la capital navarra, Pamplona. El 14 de julio de 1962 se casa con María Teresa Asensio Arratíbel de cuyo matrimonio nacieron dos hijos, Tomás y Teresa. El primero, Tomás Muñoz Asensio, continuo la estela del padre trabajando como pintor y como profesor.
Durante los últimos años de su vida realizó Muñoz Sola muchas exposiciones individuales en Madrid, Francia, Italia, Estados Unidos así como en Pamplona. 
En 1987 decide trasladar su residencia a Tudela con la intención de permanecer más cerca de la naturaleza.
Falleció en Murchante, en un accidente de tráfico, el 12 de marzo de 2000 cuando fue embestido lateralmente en el cruce de la N-121-C.

## Formación y desarrollo profesional
Su capacitación artística presenta un recorrido donde la investigadora Inés Zudaire Morrás, autora del estudio inédito César Muñoz Sola, el poeta de los pinceles realizado en la Universidad de Navarra dentro del programa de Artes Liberales que cursó en la misma, distingue claramente varias etapas.
Una primera etapa con varios períodos formativos (1945-1964), además del período previo de autoaprendizaje del artista:
- Primer período (1945-1950) donde se abarca la formación recibida en Tudela y en Madrid.

- Segundo período (1950-1952) que abarca su formación italiana en Roma donde el clasicismo será la constante que se presente ante él observando a «los grandes maestros del Renacimiento y Barroco.»[6]

- Tercer período (1955-1958), un período inicialmente parisino donde «descubre que allí existe más libertad de pintura.» En contraste con Roma, las tendencias impresionistas y postimpresionistas serán la novedad que influirán en el artista. Dentro de este período se debe incluir, según la historiadora, la larga estancia en los Estados Unidos entre los años 1958 y 1959 donde desarrolla su faceta de retratista ignorando «el paisaje estadounidense "porque no me dice nada"». Así, la crítica de arte estadounidense, Clara Hieronymous escribirá sobre sus obras que «"sus personajes no son mera ficción, sino que viven y quedan perpetuados en el lienzo con todo su espíritu intacto" (Art and drama critic)».[6]

En lo que respecta a su desarrollo profesional (1964-2000) se pueden significar otras dos etapas:
- Etapa en Pamplona (1964-1987). Donde atiende encargos de retratos que serán una fuente de ingresos importante.
- Etapa en Tudela (1987-2000). Donde busca acercarse más a la naturaleza y desarrollar una faceta expresiva de mayor libertad, alejada de las exigencias de encargos profesionales.

## Obra
En palabras del historiador del arte Francisco Javier Zubiaur Carreño, «la contribución de Muñoz Sola se basa tanto en el retrato o la pintura de tipos como en el bodegón, la naturaleza inerte o en el paisaje. Géneros todos en que luce portentosa técnica y agudas dotes de observación.» Su larga producción pictórica se suele estructurar en tres géneros fundamentalmente:
- Retrato: Su primer retrato, género que le catapultó a la fama, lo realiza en 1935 al torero Manolo Bienvenida que acaba de participar en las fiestas de Santa Ana de Tudela.[5]  Este trabajo se publicó en la revista Blanco y Negro, cobrando un duro por él.[14] Destacan

- Paisaje. En palabras de Zubiaur Carreño: «En el género paisajístico es quizás donde ha logrado obras de mayor plenitud, representando ambientes tan opuestos como los remansos de nuestros ríos y los yermos de las Bardenas, siempre equilibrados, de emoción contenida, con finos matices cromáticos y lumínicos.»[12] Y es que las Bardenas Reales de Navarra las recorrerá en infinidad de ocasiones, muchas veces acompañado por el gran escultor afincado en Tudela, Antonio Loperena Eseverri.[15] En 1983 afirmaba:

“Cuando estoy en el campo, en cualquier zona de Navarra, entre paisajes rojos o verdes, me pregunto ¿será esto el paraíso? Nada puede haber mejor que el mundo de los colores, el mundo del sol que todo lo baña y que todo lo tiñe”
César Muñoz Sola, 1983

Este interés por el paisaje le llevará a recorrer muchos fines de semana tanto Navarra como también las comarcas cercanas de Aragón, La Rioja o Soria buscando lugares que dibujar. Su obra sigue la estela de este género abierta por otros paisanos como Jesús Basiano o Miguel Pérez Torres, al igual que harán como él autores como José María Monguilot o Antonio Loperena.
- Bodegón o naturaleza muerta. Es un género que cultiva en etapas finales de su trayectoria vital. Sus primeros bodegones los expone en 1972 en la Sala Eureka, de Madrid.[19]

En resumen, «sus obras están distribuidas por todos los lugares del mundo, museos, instituciones oficiales y colecciones particulares.» En una entrevista concedida en 1998 a Inés Zudaire Morrás a la pregunta sobre cuántos cuadros había pintado en su vida respondió: «No los he contado, alrededor de 3000».

## Estilo y técnica
Según escribía Zubiaur Carreño en Diario de Navarra con ocasión de su fallecimiento, «él se sentía orgulloso de sus maestros (Lapayese, Chicharro, Benedito, Adsuara, Stolz), así como de los grandes pintores del Siglo de Oro, de la cultura clásica romana y del buen hacer de los pintores franceses del siglo XIX.»
Su estilo está claramente marcado por la calidad técnica en los trazos, el uso particular de los colores y la forma de plasmar la superficie y textura de aquello que retrata, logrando una sensación de realismo en sus obras. En el género del retrato su estilo es clásico, realista, «en el que el pintor se ajusta a un canon de medidas, dibujo y composición». Por contra, en el género del paisaje encuentra mayor libertad expresiva quizá porque no se tratan de encargos profesionales.
Se aleja de las vanguardias europeas del siglo XX para ir paulatinamente acercándose al realismo francés, haciendo de la pintura figurativa el principal referente de su obra.

## Exposiciones, premios y homenajes
- 1963 - Tres pintores navarros, en Madrid, exposición conjunta con José María Ascunce y Jesús Lasterra.
- 1972 - Sala Eureka, en Madrid, donde expone, por primera vez, numerosas naturalezas muertas.
- Museo Muñoz Sola de Arte Moderno en Tudela.[22][23] Reúne la colección del autor y es el resultado del acuerdo del mismo con el Ayuntamiento de Tudela para crearlo.[24]